# 里菲吉奧 (德克薩斯州)
里菲吉奧（英語：Refugio）是一個位於美國德克薩斯州里菲吉奧縣的城市。根據2010年美國人口普查，該地共人口2890人，而該地的面積約為4.10平方千米。同時該地也是里菲吉奧縣的縣治。

## 地理
里菲吉奧的座標為28°18′21″N 97°16′29″W / 28.30583°N 97.27472°W，而該地的平均海拔高度為14米（即46英尺）。